# Creil
Creil és un municipi francès, situat al departament de l'Oise i a la regió dels Alts de França. L'any 1999 tenia 30.675 habitants.

## Situació
Creil es troba a la part meridional de l'Oise. El riu Oise, que dona nom al departament, flueix a través de la ciutat. Creil està uns 50 km al nord de París.

## Administració
Creil forma part del cantó de Creil-Sud, que al seu torn forma part del districte de Senlis. L'alcalde de la ciutat és Christian Grimbert (2001-2008).

## Història
El 1757 hi nasqué el botanista francès Jean-Louis Thuillier.

## Llocs d'interès
- la base aèria de Creil
- el Museu Gallé-Juillet
- el castell